# Hersey (Michigan)
Hersey é uma vila localizada no Estado americano de Michigan, no Condado de Osceola.

## Demografia
Segundo o censo americano de 2000, a sua população era de 374 habitantes.
Em 2006, foi estimada uma população de 375, um aumento de 1 (0.3%).

## Geografia
De acordo com o United States Census Bureau tem uma área de
2,8 km², dos quais 2,8 km² cobertos por terra e 0,0 km² cobertos por água. Hersey localiza-se a aproximadamente 297 m acima do nível do mar.

## Localidades na vizinhança
O diagrama seguinte representa as localidades num raio de 28 km ao redor de Hersey.